# Ormosia romanovichiana
Ormosia romanovichiana (лат.) — вид двукрылых рода Ormosia из семейства комары-лимонииды, или болотницы (Eriopterini, Chioneinae, Limoniidae). Встречается в Северной Америке: Канада и США.

## Описание
Мелкие комары. Длина тела от 4,5 до 6 мм. Размах крыльев от 5 до 7 мм. Основная окраска серая с коричневыми отметинами. Усики коричневые. Место обитания: болотистая местность с рододендроном и тсугой; фенология: возможно, два поколения. Периоды активности с марта по июнь и с сентября по ноябрь. Встречаются на высотах от 594 до 1944 м.

## Таксономия
Вид был впервые описан в 1860 году российским энтомологом и дипломатом бароном Робертом Романовичем Остен-Сакеном (1828—1906) под названием Erioptera nubila  Osten Sacken, 1860. Но из-за омонимии со сходным именем более старого вида Erioptera nubila Schummel, 1829, был в 1953 году переименован американским энтомологом Чарлзом Александером в современное название Ormosia romanovichiana. Новое имя было выбрано по отчеству первого автора Роберта Романовича Остен Сакена.